# Saccharodite coccinea
Saccharodite coccinea är en insektsart som först beskrevs av Matsumura 1940.  Saccharodite coccinea ingår i släktet Saccharodite och familjen Derbidae. Inga underarter finns listade i Catalogue of Life.